# 埃萊南亞斯蓋希島
埃萊南亞斯蓋希島是蘇格蘭的島嶼，位於南尤伊斯特島東南面的大西洋海域，屬於外赫布里底群島的一部分，面積0.5平方公里，最高點海拔高度20米，島上無人居住。
57°08′38″N 7°18′39″W / 57.14381°N 7.31088°W